# 83 (عدد)
83 (وثلاثة وثمانين) هو عدد طبيعي يلي العدد 82 ويسبق العدد 84.